# Legendary (AZ)
Legendary è l'ottavo album del rapper statunitense AZ, pubblicato nel 2009.

## Ricezione
| Recensione | Giudizio |
| ---------- | -------- |
| AllMusic   | [ 1 ]    |
| RapReviews | [ 2 ]    |

Secondo la critica specializzata, Legendary è l'ennesimo album buono di AZ affossato da una scadente produzione. Il disco presenta alcune ottime tracce, la produzione invece scimmiotta i lavori di Dr. Dre, Large Professor e Ski Beatz. Per quanto fatto vedere nel corso della sua carriera, AZ si è meritato l'aggettivo «leggendario» e l'album lo aiuta a cementare questo status.

## Tracce
1. Da Truth (Intro) – 1:06 – Hollis
2. Before It's All Said & Done – 3:21 – Cozmo
3. Livin' the Life – 3:46 – Cozmo
4. Boy Meets Girl (featuring Sheek Louch) – 4:11 – Maxwell Smart
5. Bottom Line (Skit) – 0:21 – Real Talk Ent.
6. Refuse 2 Die – 3:47 – Cozmo
7. Dreams Come True – 3:15 – Cozmo; Gennesse
8. Good for Nothin' – 3:40 – Cozmo
9. Supply & Demand (Skit) – 0:35 – Real Talk Ent.
10. Money Makes the World Go Round – 3:33 – Cozmo
11. What Up (featuring Sheek Louch & Hell Rell) – 4:23 – Cozmo
12. Poli with the Villains – 3:41 – Cozmo
13. Get Money – 3:04 – Cozmo
14. I Told You (Outro) – 1:05 – Hollis

Tracce bonus digitali
1. Before It's All Said & Done (Instrumental) – 3:20 – Cozmo
2. Livin' the Life (Instrumental) – 3:45 – Cozmo

## Classifiche

### Classifiche settimanali
| Classifica (2009)         | Posizione massima |
| ------------------------- | ----------------- |
| US Top R&B/Hip-Hop Albums | 54                |
| US Rap Albums             | 24                |